# Pottyond
Pottyond (románul Potiond) falu Romániában Hargita megyében. A Fiság patak felső völgyének végső faluja. Eredetileg Ménaság egyik tízese volt.
Csíkszeredától 12 km-re keletre fekszik, Csíkszentgyörgyhöz tartozik.
A központ a Bükkfalva, a tőle északra levő rész a Lázárfalva nevet viseli. Hozzá tartozik a Vasond-pataka menti Borlokát is, melyet 1705-ben Graven osztrák ezredes labancai égettek fel. Mellette borvízforrás van. Északi részén 19. századi római katolikus kápolna áll.
A trianoni békeszerződésig Csík vármegye Kászonalcsíki járásához tartozott. 1992-ben 267 lakosából 265 magyar és 2 román volt.

## Borvízforrások
- Pottyondi borvízforrás